# 측지학

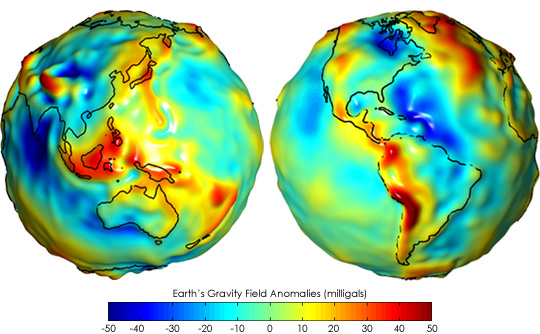

측지학(測地學, 영어: geodesy)은 응용수학 및 지구과학의 분파로, 입체 시변공간에서 중력장을 포함한 지구를 측정하고 이를 표현하는 학문이다. 또한 측지학은 지각 운동, 조수 운동, 극 운동과 같은 지구동력학적 현상을 연구한다. 이를 위해 데이텀과 좌표 체계에 의존하는 우주와 지상 기술을 사용하여 국제 및 국가 측지망(測地網)을 설계 한다.

## 정의
측지학의 영문 명칭인 Geodesy는 그리스문자 γεωδαισία 또는 geodaisia ("지구를 분해하다")로부터 유래 되었으며 측지학은 시간에 따라 변화하는 중력장안에서의 위치를 다룬다
근대 독일어권에서는 측지학을 범세계적 규모의 지구를 측정하는 "고등 측지"("Erdmessung" or "höhere Geodäsie")와 특정 부분이나 지구의 지역을 측정하는 "실용측지" 또는 "공학측지"("Ingenieurgeodäsie")로 나누고 있다.
지구의 형상은 광범위하게는 적도의 팽창으로부터 야기된 지구의 회전과 지구 중력장에 견디기 위한 판과 화산의 충돌과 같은 지질학적 과정들의 경쟁의 산출물이다. 지구의 형상은 고체의 지표면, 액체의 수면(동적 해수면 지형) 및 지구의 대기에 적용된다. 이 때문에, 지구 중력장은 물리적 측지학이라 불린다.

## 같이 보기
- 지구과학
- 측지선